# 劉子嗣
劉子嗣（463年—466年），字孝叔，宋孝武帝劉駿第二十七子，母為谢昭容。
大明七年出生。同年九月丙申（463年10月22日），封东平王，食邑二千户，出继宋文帝第十六子东平冲王刘休倩。泰始元年十二月丙寅（466年1月9日），叔父劉彧篡位登基。泰始二年（466年），因刘休倩母颜美人严酷，刘子嗣母谢昭容请求让儿子归宗。劉彧同意，旋即将劉子嗣赐死，时年四岁。